# Клод-Нікола Леду
Клод-Нікола́ Леду́ (фр. Claude Nicolas Ledoux; нар. 21 березня 1736, Дорман — пом. 19 листопада 1806, Париж) — французький архітектор, працював при королі Людовику XVI. Побудував замок Бенувіль та багато інших споруд, більшість із яких не збереглися.

## Життєпис
Клод-Нікола Леду народився 21 березня 1736 року в Дорман, округ Еперне, за 100 кілометрів на схід від Парижа. Його батьки, Клод Леду та Франсуаза Доміно, вели дрібнобуржуазне та скромне життя. Клод-Нікола завжди з любов'ю згадував про своє дитинство та про «земне, праведне» життя на селі, що знайшло відлуння в його подальшій творчості.
Абатство Сассенаж фінансувало його навчання в Парижі (1749—1753) в Колеж де Бове, де він пройшов курс класики. По закінченні колежу в 17 років, він влаштувався на роботу гравером, але через чотири роки він почав вивчати архітектуру під керівництвом Жака-Франсуа Блонделя, до якого він зберігав повагу протягом усього життя.
У 1760-их і початку 1770-их років проектував для французьких аристократів вишукані міські особняки «в англійському смаку», першорядні зразки «стилю Людовика XVI», проте більшість цих будівель було знесено ще в XIX столітті. Визначними роботами цього періоду є внутрішній декор паризького «Кафе Годо», обшивка стін якого зараз експонується у відреставрованому вигляді в Музею історії Парижа (1762), «Павільйон музики» в Лувесьєннському маєтку мадам дю Баррі (1770—1771), будинок балерини М.-М. Гімар в VII окрузі Парижа (1770).
26 липня 1764 року Леду обвінчався в Церкві Сент-Есташ у Парижі з Марі Бюро (пом. 30 серпня 1792 р.), дочці музиканта Жозефа-Грегуара Бюро. Подружжя Леду мало дві дочки — Аделаїда-Констанцію (1771—1794) та Александрину-Євфразію (* 1775).
1770 року Анн-П'єр Монтеск'ю доручив Леду перебудувати старий замок на вершині пагорба в його маєтку в Мопертюї. Леду перебудував замок і створив нові сади з численними фонтанами. В садах і парку він також побудував оранжерею.
Клод-Нікола Леду помер 19 листопада 1806 року в Парижі.

## Галерея

Павільйон музики
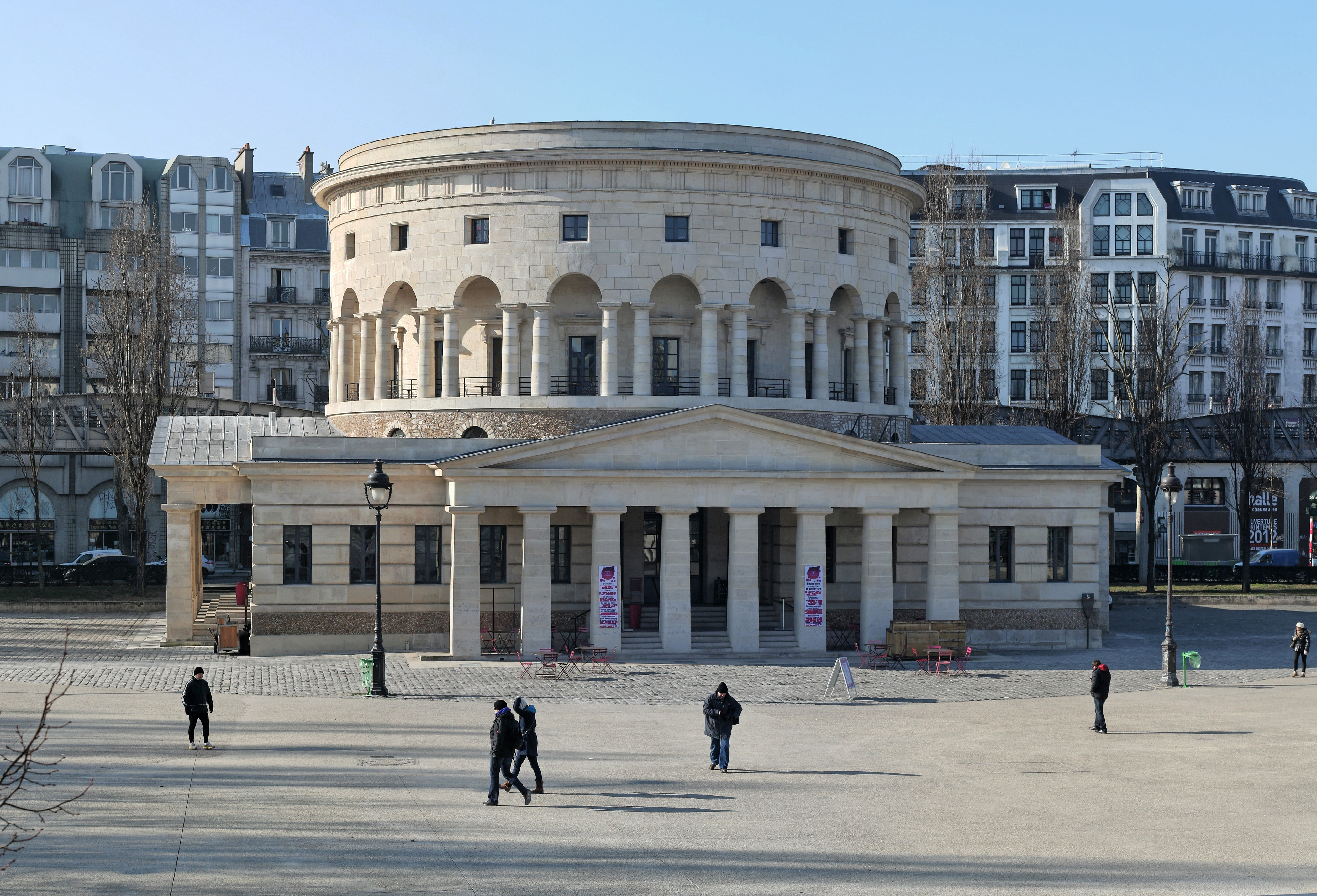
Ротонда де ла Віллете на площі Сталінградської битви
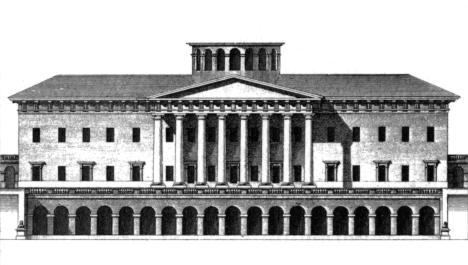
Шато де Мапертуї

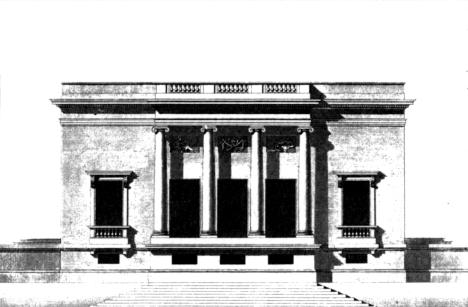
Павільйон дю Баррі
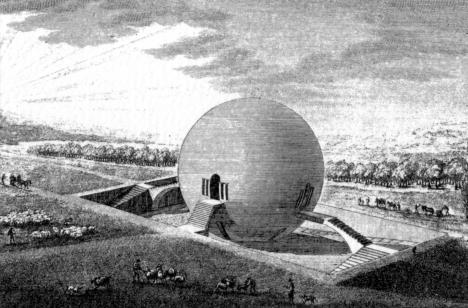
Проект будинку садівника
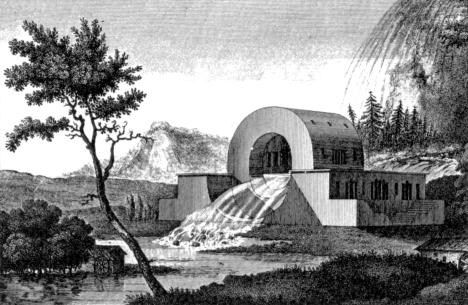
Проект будинку охоронця джерела